# Mamo tyś płakała
Mamo tyś płakała – singel polskich piosenkarzy Sanah i Igora Herbuta. Utwór pochodzi z trzeciego albumu studyjnego Sanah pt. Uczta. Singel został wydany 8 marca 2022.
Nagranie otrzymało w Polsce status potrójnego platynowego singla, przekraczając liczbę 150 tysięcy sprzedanych kopii.

## Geneza utworu i historia wydania
Piosenka została napisana i skomponowana przez Zuzannę Jurczak i Igora Herbuta, natomiast za produkcję utworu odpowiada Paweł Odoszewski. 
Inspiracją do stworzenia singla była kompozycja Stanisława Moniuszki pt. „Prząśniczka”. Piosenka została nagrana w celu charytatywnym (zysk jest przeznaczony dla Stowarzyszenia Siemacha na pomoc dzieciom z Ukrainy – ofiarom rosyjskiej inwazji).
Singel ukazał się 8 marca 2022 w Polsce, w formacie digital download, za pośrednictwem wytwórni płytowej Magic Records, w dystrybucji Universal Music Polska. Piosenka została umieszczona na trzecim albumie studyjnym Sanah – Uczta.

## Twórcy
Opracowano na podstawie materiału źródłowego.
- Sanah – wokal prowadzący, wokal wspierający, autorka tekstu, kompozytor
- Igor Herbut – wokal prowadzący, wokal wspierający, autor tekstu
- Paweł Odoszewski – produkcja muzyczna, aranżacja, fortepian
- Robert Dudzic – miksowanie, mastering
- Patrick Giguere – miksowanie, mastering
- Mikołaj Jendrysiak – skrzypce
- Filip Szymaniak – skrzypce
- Adam Dębski – altówka
- Jakub Pożyczka – wiolonczela
- Szymon Klekowicki – puzon, tuba
- Kacper Majewski – instrumenty perkusyjne
- Lidia Stępkowska – głos dziecięcy
- Arkadiusz Kopera – realizacja nagrań

## Lista utworów
- Digital download[3]

1. „Mamo tyś płakała” – 3:00

## Notowania

### Pozycja na liście sprzedaży
| Kraj   | Lista (2022)           | Najwyższa pozycja |
| ------ | ---------------------- | ----------------- |
| Polska | Billboard Poland Songs | 2                 |

## Certyfikaty
| Kraj          | Certyfikat         | Sprzedaż |
| ------------- | ------------------ | -------- |
| Polska (ZPAV) | 3× platynowa płyta | 150 000+ |